# Brillensalamander
Die Brillensalamander (Salamandrina) sind eine Gattung landbewohnender Schwanzlurche in Italien. Ihren deutschen Namen verdanken sie einer brillenförmigen, rot-gelben Zeichnung über den Augen.

## Beschreibung
Männliche Brillensalamander werden 9 cm lang, Weibchen erreichen eine Länge von 11 cm. Dabei ist der Schwanz länger als Kopf und Rumpf zusammen. Der Schwanz ist an der Basis im Querschnitt rund und flacht zum Ende hin zunehmend seitlich ab. Die Gliedmaßen besitzen nur vier Finger. Die Rückenseite der Brillensalamander ist glanzlos schwarz oder dunkelbraun, der Bauch hell grau bis gelb mit dunklen Flecken, die Unterseite der Gliedmaßen und des Schwanzes ist feuerrot. Zwischen den Augen liegt als namensgebendes Zeichnungselement die hellgelbe „Brille“. Die Kehle ist schwarz mit einem gelben Fleck am Kinn. Wirbelsäule und Rippen treten stark hervor, wodurch die Salamander eine segmentierte Erscheinung bekommen. Die Haut ist wasserabweisend, rau und mit vielen Warzen bedeckt.

## Verbreitung

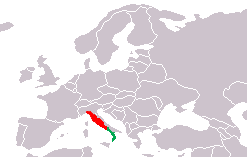
Verbreitung der Brillensalamander

Brillensalamander kommen inselartig endemisch nur im italienischen Apennin-Gebirge vom mittleren Ligurien bis Kalabrien (Aspromonte) vor. Eine Verbreitungslücke in Kampanien trennt den Nördlichen Brillensalamander vom Südlichen Brillensalamander. Man findet Brillensalamander in der Regel zwischen 200 und 700 m s.l.m., selten auf Meeresspiegelniveau oder bis 1500 Metern (Monte Pollino). Brillensalamander sind gesetzlich geschützt. Durch Verschmutzung der Gewässer und Landschaftsveränderungen sind die Populationen in manchen Gebieten gefährdet.

## Lebensweise
Brillensalamander kommen in Höhen von 200 bis 600 m (seltener bis in 1300 m Höhe) vor und bevorzugen Laubwälder mit von Krautvegetation bedeckten Böden und die Nähe von kleineren Fließgewässern. Sie sind dämmerungs- und nachtaktiv und verbringen den Tag unter Steinen, Moos, Falllaub oder totem Holz. Brillensalamander ernähren sich vor allem von Landschnecken und Ameisen, die mit Hilfe der klebrigen Zunge erbeutet werden. Bekannte Fressfeinde sind unter anderem die Erdkröte und die Italienische Blindschleiche (Anguis veronensis). Die Larven werden auch vom Dohlenkrebs (Austropotamobius pallipes) gefressen. Die kalte Jahreszeit zwischen Dezember und Februar wird, zumindest im Norden des Verbreitungsgebietes, in Winterstarre verbracht. Bei sommerlichen Trockenperioden ziehen sich die Tiere in tiefe Verstecke im Boden zurück.

## Fortpflanzung
Nördliche Brillensalamander laichen von März bis April, Südliche von Dezember bis Anfang Juni. Die Paarung findet nach einem „Paarungstanz“, bei dem das Weibchen dem Männchen hinterherläuft, an Land statt. In einer Saison kann ein Weibchen etwa 35 bis 50 Eier legen. Sie werden einzeln oder in Klumpen an Wasserpflanzen, Wurzeln oder Steine geheftet. Der Durchmesser der oberseits bräunlichen und unten hellgrauen Eier beträgt 1,5 bis 2 mm, zusammen mit der umgebende Gallerthülle 5 mm. Die Larven schlüpfen nach etwa 20 Tagen mit einer Länge von 7 bis 12 mm. Mit einem Alter von zwei Monaten ist ihre Metamorphose beendet. Sie sind dann etwa 22 bis 30 mm lang. Brillensalamander können 10 Jahre alt werden.

## Systematik
Die Gattung Salamandrina wurde 1826 durch den österreichischen Zoologen Leopold Fitzinger eingeführt und war lange Zeit monotypisch mit Salamandrina terdigitata als einziger Art. Untersuchungen der mitochondrialen DNA zeigen jedoch, dass sich die nördliche und die südliche Population der Brillensalamander genetisch deutlich unterscheiden, so dass heute zwei Arten in der Gattung geführt werden.
- Nördlicher Brillensalamander (Salamandrina perspicillata)
- Südlicher Brillensalamander (Salamandrina terdigitata)

## Gefährdung und Schutz
Brillensalamander sind wegen ihres fragmentierten Lebensraumes und des kleinen Verbreitungsgebietes potentiell gefährdet.
Der Brillensalamander wird von der Europäischen Union im Anhang IV der FFH-Richtlinie geführt und gilt damit als streng zu schützende Art von gemeinschaftlichem Interesse, für deren Erhaltung von den Mitgliedsstaaten besondere Schutzgebiete ausgewiesen werden müssen. Der Südliche Brillensalamander wird zudem im Anhang II der FFH-Richtlinie geführt, daher müssen für diese Art von den Mitgliedsstaaten eigens Schutzgebiete ausgewiesen werden.